# Skalinkowate
Skalinkowate (Petroicidae) – rodzina małych ptaków z podrzędu śpiewających (Oscines) w obrębie rzędu wróblowych (Passeriformes), obejmująca około 50 gatunków ptaków, występujących w Australazji i na wyspach Pacyfiku.

## Charakterystyka
Są to małe ptaki, wiele z nich budową ciała i upierzeniem przypomina europejskiego rudzika, z którym jednak nie są blisko spokrewnione. Wszystkie gatunki są owadożerne, chociaż kilka uzupełnia swoją dietę nasionami. 
Ptaki wielu gatunków łączą się w długotrwałe pary, niekiedy wychowują młode w małych grupach rodzinnych. Gniazdo buduje głównie samica w rozwidleniach gałęzi na drzewie. Gniazda często maskowane są dodatkami z mchu, kory lub porostów. 

## Podział systematyczny
Większość gatunków (z podrodzin Eopsaltriinae i Petroicinae) tej rodziny należała wcześniej do rodziny gwizdaczowatych (Eopsaltriidae). W stosunku do poprzedniego ujęcia oprócz nowej podrodziny zalicza się tu kilka nowych gatunków wyodrębnionych z innych gatunków na podstawie analiz filogenetycznych DNA. Przykładem takiego gatunku może być gwizdacz szaropierśny (Eopsaltria griseogularis) wydzielony z populacji gwizdacza żółtego (Eopsaltria australis), które tworzą teraz odpowiednio populacje zachodnią i wschodnią. Te siostrzane gatunki różni jedynie 6–8%-owa rozbieżność genetyczna netto.
Do rodziny należą następujące podrodziny:
- Amalocichlinae Christidis, Irestedt, Rowe, Boles & J.A. Norman, 2012 – piechotki
- Pachycephalopsinae Christidis, Irestedt, Rowe, Boles & J.A. Norman, 2012 – gwizdówki
- Petroicinae Mathews, 1919–1920 – skalinki
- Microecinae Loynes, Joseph & Keogh, 2011 – muchóweczki
- Drymodinae Schodde & I.J. Mason, 1999 – krzakory
- Eopsaltriinae  Mathews, 1946 – gwizdacze